# Manuel Antônio da Rocha Faria
Manuel Antônio da Rocha Faria, Conde de Nioaque GCNSC (Porto Alegre, 7 de março de 1830 – Cannes, 20 de junho de 1894) foi um militar, político e nobre brasileiro.
Foi deputado geral pela província do Rio Grande do Sul de 1851 a 1860.
Casou-se com Cecília Fernandes Braga, filha de Antônio Rodrigues Fernandes Braga, sobrinha do barão de Quaraim, irmã de Ana Joaquina Fernandes Braga, esposa do 2.º barão de Andaraí; prima-irmã de Maria José Rodrigues Fernandes Chaves, esposa do conde de São Clemente; e Alzira Rodrigues Fernandes Chaves, esposa do visconde de Santa Vitória.

## Títulos nobiliárquicos
Recebeu o título de barão, visconde com grandeza e conde de Nioaque. Somente o primeiro foi transmitido a seu filho, Alfredo da Rocha Faria.

## Brasão de Armas
Escudo ibérico de goles com uma torre de argente, aberta e iluminada de sable, acompanhada de cinco flores-de-lis de argente, sendo: três em chefe e uma em cada flanco. Coronel de conde. Listel de argente com a divisa: POTIVS MORI QVAM FIDEM FALERE (antes morrer do que faltar à palavra), em letras e goles.